# Giovanni Bisio
Giovanni Gino Bisio (Borgo Vercelli, 5 dicembre 1913 – Vercelli, 18 settembre 1954) è stato un ciclista su strada italiano, professionista e indipendente dal 1938 al 1949.
L'unico successo che colse in carriera fu la vittoria della Milano-Modena 1941; tuttavia è degno di nota qualche piazzamento di rilievo, come il secondo posto posto alla Milano-Modena 1939 e i decimi posti al Giro del Veneto 1938 ed alla Milano-Sanremo 1940.

## Palmarès
- 1937 (dilettanti)

Giro dei Tre Laghi
- 1941 (Dopolavoro Maggiani, una vittoria)

Milano-Modena

## Piazzamenti

### Grandi Giri
- Giro d'Italia

1938: 48º
1939: ritirato
1940: ritirato

### Classiche monumento
- Milano-Sanremo

1935: 28º
1938: 69º
1939: 30º
1940: 10º

### Competizioni mondiali
- Campionati del mondo

Copenaghen 1937 - In linea Dilettanti: 5º